# موسی امانوئل
موسی امانوئل (انگلیسی: Moses Emmanuel؛ زادهٔ ۹ اوت ۱۹۸۹) بازیکن فوتبال اهل بریتانیا است.
از باشگاه‌هایی که در آن بازی کرده‌است می‌توان به باشگاه فوتبال کانوی ایسلند، باشگاه فوتبال ووکینگ، باشگاه فوتبال ایستلی، باشگاه فوتبال ولینگ یونایتد، باشگاه فوتبال برنتفورد، باشگاه فوتبال بروملی، و باشگاه فوتبال دوور اتلتیک اشاره کرد.